# Fiscalitat
La fiscalitat es refereix a dues coses: la primera fa esment a la legislació fiscal entesa com el conjunt de les lleis i de les normes que es refereixen als impostos, la segona és el sistema fiscal, conjunt d'instruments establerts per les administracions per regular l'obtenció de recursos econòmics provinents especialment de la recaptació d'impostos.
Tant els sistemes com el corpus legislatiu tributari canvien al llarg del temps i són inspirats de manera molt diferent segons la ideologia dels partits governants, de manera que actualment les diferències en la política fiscal és un dels principals trets diferenciadors entre els partits conservadors i progressistes.
En els Països Catalans, tant pel que fa a la legislació com al sistema fiscal, hi ha una gran diversitat. D'una banda la Unió Europea marca unes directrius per als Estats membres i, per tant, que només afecten Andorra en la part que s'arribi a pactes entre les dues parts. A més els estats francès, espanyol i Italià (L'Alguer) tenen una fiscalitat pròpia. Dins de l'àmbit de les seves competències tenen capacitat o no de crear o gestionar tributs les comunitats autònomes de Catalunya, Aragó, País Valencià i Illes Balears i a més la Regió Autònoma de Sardenya. A Andorra la seva Constitució determina que les atribucions de competències tributàries es reparteixen entre els comuns (municipis) i el govern andorrà.

## Subdivisions de la fiscalitat
- Fiscalitat directa amb els impostos o taxes directes és el sistema tradicional per exemple l'antic impost sobre la sal
- Fiscalitat indirecta amb els impostos indirectes

### Fiscalitat en la Unió Europea
Com a exemple de sistema fiscal el de la Unió Europea és interestatal i presenta les característiques històriques d'haver canviat molt al llarg del temps i d'haver incrementat també en gran manera la població i la superfície on és d'aplicació. A més proposa uns objectius a cobrir en favor d'una major unitat europea. Aquest exemple s'ha extret d'una web oficial
La política fiscal en la Unió Europea (UE) es compon de dues branques: la fiscalitat directa, que és competència exclusiva dels Estats membres, i la fiscalitat indirecta, que afecta la lliure circulació de mercaderies i la lliure prestació de serveis. En matèria de fiscalitat directa, els Estats membres han pres mesures per evitar l'evasió fiscal i la doble imposició. La política fiscal serveix per evitar que la competència entre els Estats membres resulti falsejada per la diversitat de tipus i règims d'imposició de la fiscalitat indirecta. S'han establert mesures per evitar efectes negatius en la competència fiscal si les empreses fan transferències entre els Estats membres de la Unió Europea.

## Fiscalitat directa
La UE fa una coordinació dels sistemes d'imposició directa dels Estats membres amb la finalitat de suprimir obstacles fiscals tals com les discriminacions i les dobles imposicions en la Unió Europea (UE). La coordinació dels sistemes d'imposició directa no harmonitzats dels Estats membres té com objecte que aquests sistemes siguin compatibles amb el Dret comunitari i la jurisprudència del Tribunal de Justicia de les Comunitats Europees. Dues d'aquestes iniciatives es refereixen als àmbits específics de les imposicions de sortida i de la deducció de les pèrdues transfrontereres sofertes per les empreses i grups empresarials.

## Fiscalitat de les empreses
- Règim fiscal comú.
- Societats matrius i les seves filials: La Unió Europea estableix normes fiscals neutres des del punt de vista de la competència aplicables a les agrupacions de societats d'Estats membres diferents. Suprimeix la doble imposició pels beneficis distribuïts en forma de dividends per una filial situada en un Estat membre a la seva societat matriu situada en un altre Estat membre
- Fusions, escissions i aportació d'actiu: un règim fiscal comú per a les operacions transfrontereres de reestructuració
- Pagaments interessos i cànons entre societats associades: La Unió Europea estableix un règim fiscal comú aplicable als pagaments d'interessos i cànons entre societats associades d'Estats membres diferents per tal d'eliminar la imposició en origen de tals pagaments i suprimir així la seva doble imposició.
- Eliminació de la doble imposició

Procediment arbitral, els estats membres han subscrit un conveni que introdueix un procediment d'arbitratge per evitar la doble imposició en cas de rectificació dels beneficis d'empreses associades de diferents Estats membres
- Fiscalitat dels particulars

Fiscalitat dels rendiments de l'estalvi La Unió Europea té l'objectiu final de permetre que els interessos de l'estalvi percebuts en un Estat membre per persones físiques que tenen la seva residència fiscal en un altre Estat membre estiguin subjectes a imposició efectiva de conformitat amb les disposicions legals d'aquest últim Estat membre.

## Fiscalitat indirecta
Aquella que imposa impostos indirectes.
- Vendes lliures d'impostos: Anàlisi dels mitjans per afrontar les potencials repercussions en l'ocupació laboral del fet de la supressió de les vendes lliures d'impostos, inclusivament mitjançant una eventual pròrroga limitada de les disposicions transitòries.
- Impostos indirectes que graven la concentració de capitals

Fiscalitat dels vehicles pesats: Directiva "Eurovinyeta" La present Directiva harmonitza els sistemes d'exacció, impostos sobre els vehicles, peatges i gravàmens vinculats a les infraestructures diverses, i institueix mecanismes equitatius d'imputació dels costos d'infraestructures als transportistes
Impostos aplicables als automòbils de turisme En el context de la millora del funcionament del mercat interior, la present proposta de Directiva preveu la reorganització dels sistemes d'impostos aplicables als automòbils de turisme dels Estats membres. El seu objectiu és suprimir els obstacles fiscals als trasllats d'automòbils de turisme d'un Estat membre a un altre per a ús permanent. Amb la reestructuració de la base imposable dels impostos aplicables a aquests vehicles, el projecte de Directiva pretén també afavorir un medi ambient sostenible, reduint les emissions de diòxid de carboni.
- Impost sobre el valor afegit (IVA)

Sistema comú de l'IVA 
Harmonització dels impostos sobre el volum dels negocis 
Sistema comú de l'Impost sobre el Valor Afegit (IVA) («Directiva IVA») 
Règims especials 
Règim especial aplicable a l'or
Règim especial aplicable als béns d'ocasió, objectes d'art, antiguitats i objectes de col·lecció 
Règim especial aplicable als serveis de gran intensitat de mà d'obra 
Règim especial aplicable als serveis prestats per vía electrònica 
Règim especial aplicable a les agències de viatges 
IVA i comerç electrònic 
Exempció i reemborsament de l'IVA 
Exempció de l'IVA: importació definitiva de béns 
Exempció de l'IVA: importació temporal de béns 
Reemborsament de l'IVA: subjectes passius no establerts en el país 
Reemborsament de l'IVA: subjectes no establerts en la Comunitat (tretzena directiva) 
- Impostos especials

Règim general 
Règim general, tinença i circulació dels productes objecte d'impostos especials
Tabac 
Harmonització de l'estructura de l'impost especial en diverses etapes 
Cigarretes: aproximació dels tipus impositius 
Tabac elaborat excloses les cigarretes: aproximació dels tipu impositius 
Alcohol 
Alcohol i begudes alcohòliques: harmonització de l'estructura 
Alcohol i begudes alcohòliques: aproximació dels tipus impositius 
Productes energètics 
Marc comunitari d'imposició dels productes energètics 
Marcat fiscal del gasoil i del querosè
Franquícies fiscals 
- Viatgers

Franquícies aplicables als viatgers 
Trànsit internacional de viatgers 
Petits enviaments 
Enviaments petits de mercaderies sense caràcter comercial procedents de tercers països 
- Importació

Importació definitiva de béns personals 
Importació temporal de determinats mitjans de transport 
Importació definitiva o temporal de vehicles de turisme